# Slaget vid Náchod
Slaget vid Náchod 27 juni 1866 under tyska enhetskriget. Preussiska trupper under Karl Friedrich von Steinmetzs befäl besegrade en österrikisk armé på 21 000 man, ledd av Wilhelm von Ramming, vid staden Náchod i Böhmen (nuvarande Tjeckien).

## Bakgrund
Náchod, som är beläget, vid Elbes biflod Metuje på västra sluttningen av Schlesiska bergen, besattes på kvällen den 26 juni av de preussiska förtrupperna. Följande morgon anlände förstärkningar i form av sex halvbataljoner infanteri och ett halvt jägarkompani. Vid middagstid uppgick den preussiska styrkan till nära 10 000 man. 
Efter att ha marscherat oavbrutet i flera dagar nådde von Rammings 21 000 man starka österrikiska armé fram till stadens utkanter. Österrikarna var visserligen numerärt överlägsna, men Steinmetz valde ändå att leverera batalj och grupperade sina trupper i slagordning vid Náchod.

## Slaget
De preussiska trupperna höll fördelaktiga ställningar på en serie höjder kring staden. Trots att hans soldater var utmattade efter marschen beslöt von Ramming att gå till anfall. 
De anfallande österrikarna möttes av en intensiv eld från gevär och kanoner och led stora förluster. Efter två misslyckade attacker drog sig österrikarna tillbaka för att gruppera om sig, vilket vållade  ett tillfälligt uppehåll av striderna. Ett sista anfall av de österrikiska reserverna fick tillfälligt fick den preussiska linjen att vackla. Framryckningen kom dock att stanna  upp, vilket tillät Steinmetz att förstärka sin front med utvilade förband. Ramming, som insåg att en seger var utom räckhåll, gav slaget förlorat och drog tillbaka sina uttröttade trupper från slagfältet.

## Följder
Österrikarna hade lidit oerhörda förluster med 5  719 döda och sårade mot endast 1 122 på den preussiska sidan. Segern gav preussarna möjlighet att fortsätta framryckningen mot det inre av Böhmen. Nyheten om segern möttes med jubel i Berlin, och Otto von Bismarck fick emottaga spontana hyllningar av en allmänhet hos vilken kriget till en början varit impopulärt.